# Torre de telecomunicaciones de Cantón
La Torre de televisión de Cantón (chino simplificado: 广州塔,tradicional: 廣州塔) antes conocida como Guangzhou TV, está ubicada en el Distrito de Haizhu, Cantón, de la República Popular China. Fue terminada a finales de 2009 y entró en funcionamiento el 29 de septiembre de 2010 para los Juegos Asiáticos de 2010. Con 604 metros de altura, es la segunda torre de telecomunicaciones más alta del mundo, tras la Tokyo Skytree y la cuarta estructura más alta del mundo después del Burj Khalifa, de 828 metros de altura, Tokyo Skytree de 634 metros y la Torre de Shanghái de 632 metros.

## Historia
La torre de televisión fue el primer gran proyecto designado para los arquitectos neerlandeses Mark Hemel y Barbara Kuit. Su base de información es la empresa de Arquitectura, con sede en Ámsterdam está a la vanguardia del diseño arquitectónico de crear una arquitectura innovadora y altamente artística con el estado de las tecnologías y los materiales. La práctica ha colaborado con Arup, el diseño global y la firma de consultoría empresarial con sede en Londres, Reino Unido. El diseño obtuvo el primer premio en un concurso que también fue acompañado por, entre otros, Coop Himmelblau, Richard Rogers Partnership, Cannon y KPF. En 2004, la IBA - El equipo de Arup en Ámsterdam desarrolló el concepto del diseño. En las etapas posteriores IBA colaboró principalmente con las oficinas locales de China de Arup y un Instituto de diseño local. La torre fue completada el 29 de septiembre de 2010. La Torre de televisión de Cantón como estructura hiperboloide girada corresponde a la patente el ingeniero Vladímir Shújov.

## Diseño
La forma, el volumen y la estructura hiperboloide son generados por dos elipses, uno a nivel de la fundación y el otro en un plano horizontal imaginario justo por encima de los 450 metros de altura. El endurecimiento causado por la rotación entre las dos elipses formas que caracterizan la "cintura" de la torre, y una densificación de los materiales. Esto significa que la estructura reticular, que en la parte inferior de la torre es porosa y espaciosa, se vuelve más densa a nivel de la cintura. El mismo "adelgaza" la cintura, como una soga retorcida, más arriba de la torre de la red se abre de nuevo, acentuado aquí por la disminución de la columna estructural de los tubos.
De la cintura de la torre de 180m de largo contiene un "Paseo por el Cielo", una escalera al aire libre donde los visitantes pueden subir a la cima de la torre. Hay jardines al aire libre establecidos dentro de la estructura, y en la parte superior a 450 m de una gran plataforma de observación abierta de aire.
El interior de la torre se subdivide en zonas de programación con diversas funciones como: instalaciones de transmisión de televisión y radio, cubiertas de observatorios, restaurantes rotatorios, juegos de ordenador, restaurantes, espacios para exposiciones, salas de conferencias, tiendas y salas de cine 4D.
Una cubierta en la base de la torre oculta funcionamiento funcional de la torre. Todas las conexiones de infraestructura - de metro y autobús, y un enlace peatonal a la orilla norte del río -. Este nivel de soporte de otras instalaciones, así, como un museo, un patio de comidas, un espacio comercial amplio, un 600-zona de aparcamiento de vehículos para coches y autocares de turismo. La entrada opera en dos niveles, uno de una continuación del paisaje sobre la tierra, el otro conectado a la masa de tránsito y aparcamiento subterráneo. De baja velocidad panorámica y cerrados de alta velocidad, dos ascensores de dos pisos suben a los niveles de entrada.
La zona intermedia, de 80 m hasta 170 m, compuesto de instalaciones, como un cine 4D, un juego de la zona del vestíbulo, los restaurantes, cafeterías y jardines al aire libre con casas de té. Una elegante escalera de aire, el "Paseo por el Cielo", comienza a la altura de 170 metros y en espiral de casi 200 metros más, todo el camino a través de la cintura.

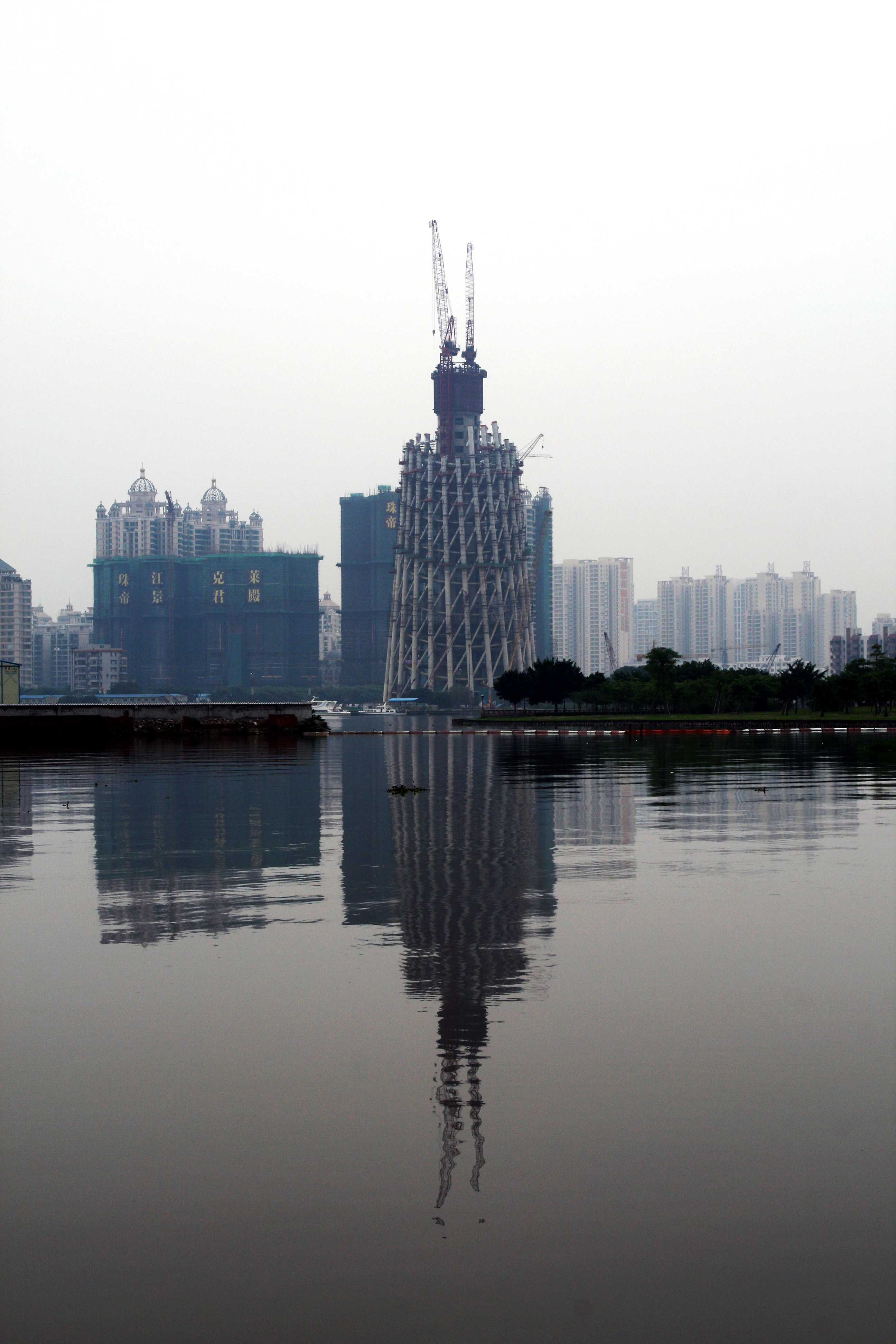
La torre en 2007
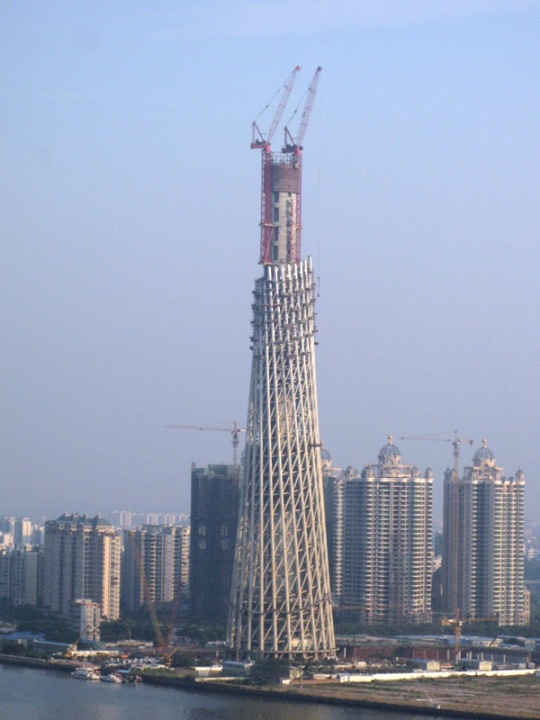
Noviembre de 2007
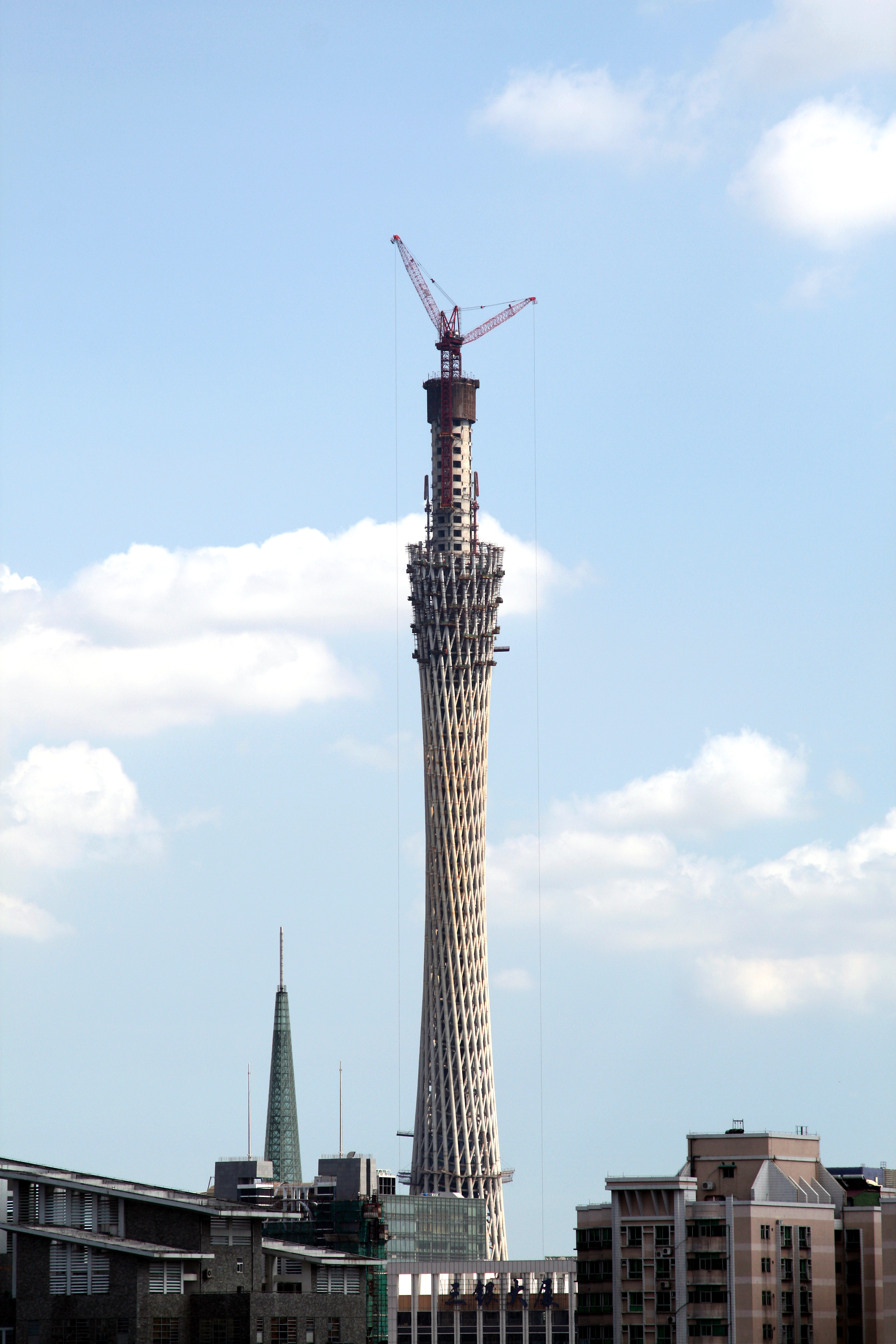
Agosto de 2008
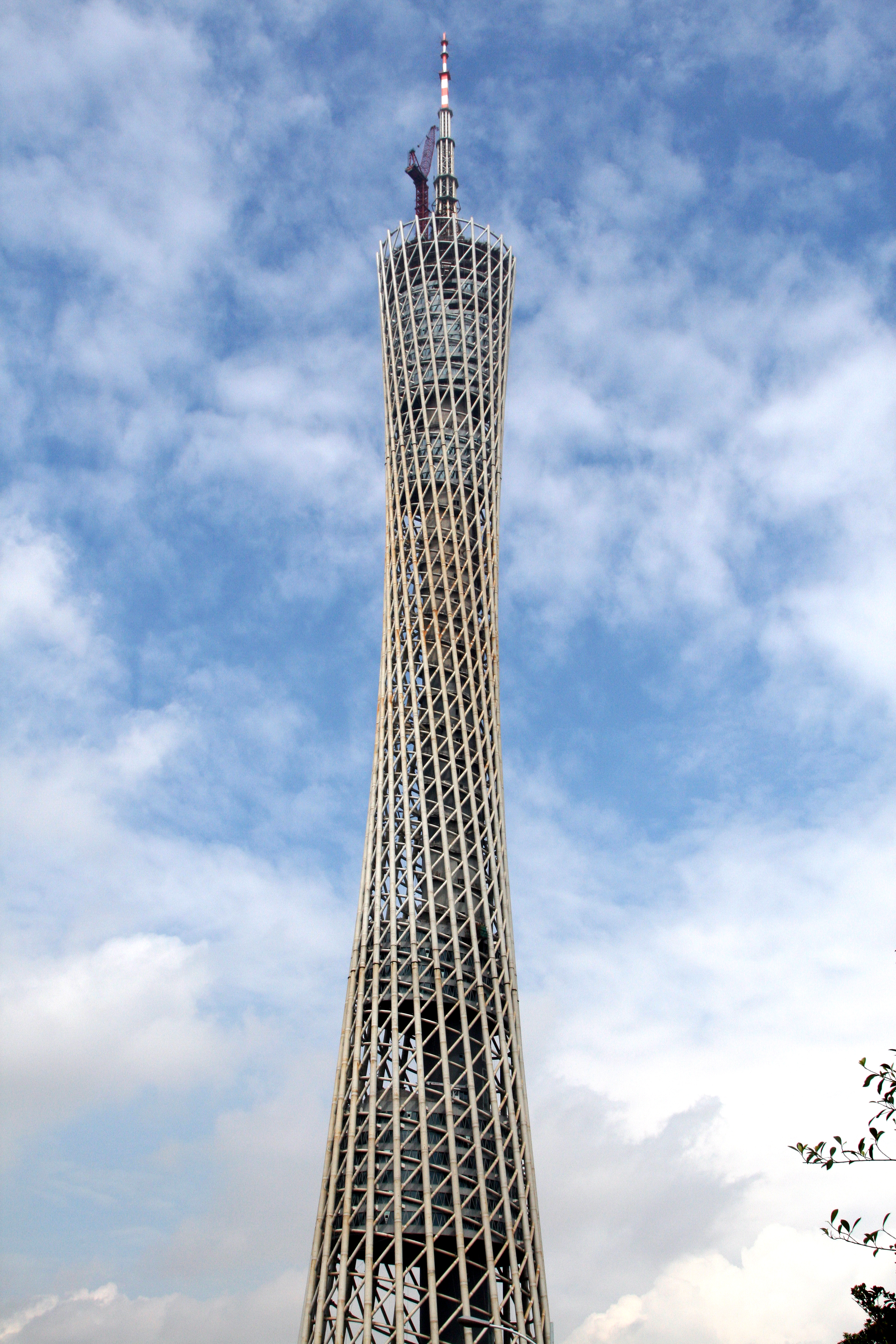
La torre en 2009

| Predecesor: · Torre CN · Canadá | Torre de telecomunicaciones más alta del mundo 2010 – 2012 | Sucesor: Tokyo Sky Tree Japón |